# Kapadvanj
Kapadvanj là một thành phố và khu đô thị của quận Kheda thuộc bang Gujarat, Ấn Độ.

## Địa lý
Kapadvanj có vị trí 23°01′B 73°04′Đ / 23,02°B 73,07°Đ Nó có độ cao trung bình là 69 mét (226 feet).

## Nhân khẩu
Theo điều tra dân số năm 2001 của Ấn Độ, Kapadvanj có dân số 43.921 người. Phái nam chiếm 52% tổng số dân và phái nữ chiếm 48%. Kapadvanj có tỷ lệ 73% biết đọc biết viết, cao hơn tỷ lệ trung bình toàn quốc là 59,5%: tỷ lệ cho phái nam là 79%, và tỷ lệ cho phái nữ là 67%. Tại Kapadvanj, 12% dân số nhỏ hơn 6 tuổi.